# Hans Feurer

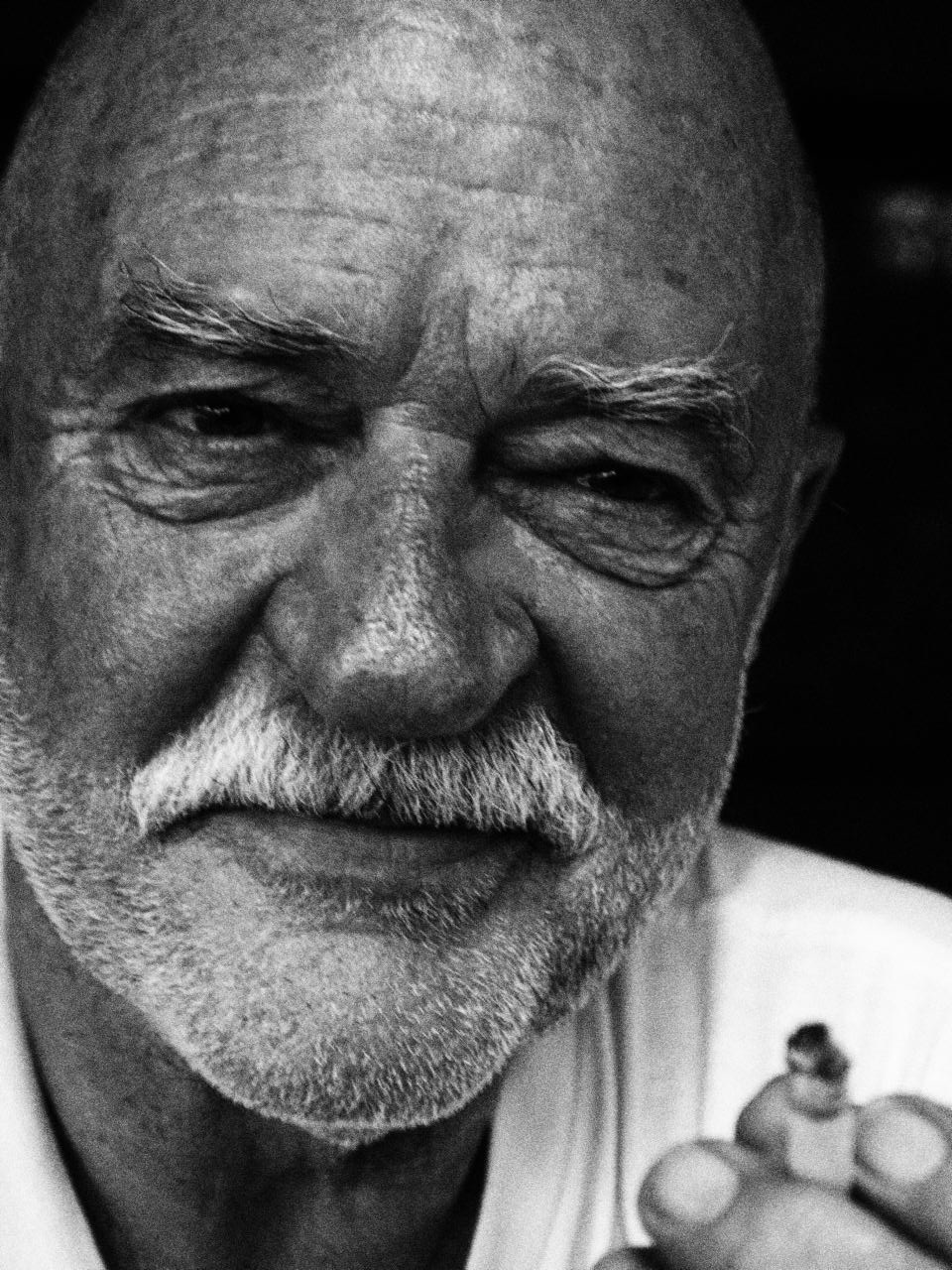
Hans Feurer (2010)

Hans Feurer (* 22. September 1939 als Hanspeter Feurer; † 16. Januar 2024) war ein Schweizer Modefotograf.

## Biografie
Feurer arbeitete nach seinem Kunststudium in den 1960er Jahren als Graphikdesigner, Illustrator und künstlerischer Direktor in London. Sein Entschluss, als Fotograf Karriere zu machen, reifte während einer Südafrikareise im Jahr 1966. Zurück in London mietete er sich ein Studio. Sein Durchbruch gelang ihm Ende 1967.
Feurers Fotografien erschienen unter anderem in den Magazinen Twen, Numéro, Vogue, AnOther, GQ Style und Elle. 1974 fotografierte er auf den Seychellen für den Pirelli-Kalender.

### Sonstiges
1996 geriet er während seiner Arbeiten beim Angeln in Sierra Leone in die Gefangenschaft von Rebellen, die ihn für einen englischen Spion hielten. Feurer gelang es, diese Verdächtigungen auszuräumen.